# بحر مدید
بحرِ مَدید در اصطلاح عروضی، به بحر شعری مختلف‌الارکان از ترکیب و تکرار دو رکن «فاعلاتُن» (- U - -) و «فاعلُن» (- U -) یا زحافات آنها تشکیل شده‌است. مدید در لغت به معنی کشیده شده و طولانی است و این بحر را از طویل کشیده و بیرون آورده‌اند. (فاعلاتن فاعلن – سبب خفیف، وتد مقرون، سبب خفیف| سبب خفیف، وتد مقرون «°|°°|°|/°|°°| /– ᴗ – – /– ᴗ – – –»)
از بحرهایی است که در زبان فارسی چندان رایج نیست. شکل سالم وزن آن:
فاعلاتن فاعلن فاعلاتن فاعلن (- ل - - |- ل - |- ل - - |- ل -): بحر مدید مثمن سالم
یار ما دلدار ما، عالم اسرار ما / یوسف دیدار ما، رونق بازار ما (مولوی)

## زحافات
زحافات (تغییرات) مشهور بحر مدید در شعر فارسی، خَبن (مفاعلن: مقبوض) و حَذف (فاعلن: محذوف) است.

## اوزان
اوزان پرکاربرد بحر طویل:
- فاعلاتن فاعلن فاعلاتن فاعلن: بحر مدید مثمن سالم*
- فاعلاتن فاعلن فاعلاتن: بحر مدید مسدس سالم*
- فاعلاتن فاعلن فاعلن: بحر مدید مسدس محذوف
- فاعلاتن فعلن فعلاتن: بحر مدید مسدس مخبون